# Die protestantische Ethik und der Geist des Kapitalismus

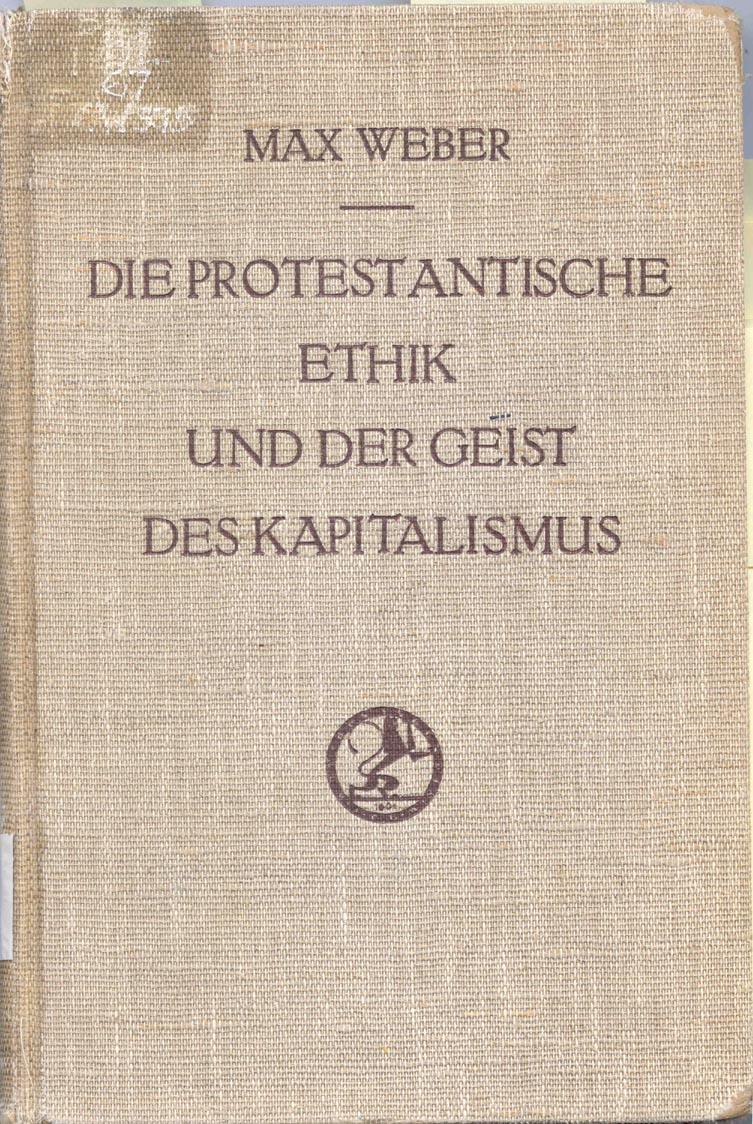
Sonderausgabe von 1934

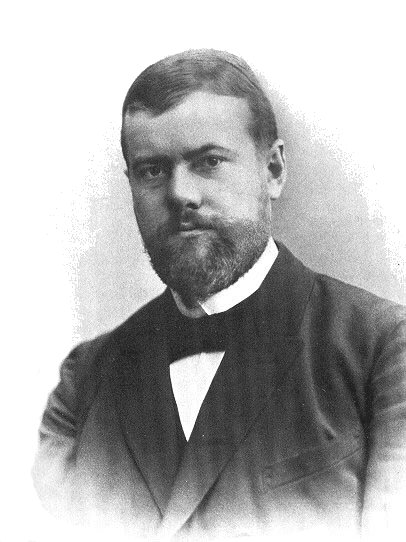
Max Weber 1894

Die protestantische Ethik und der Geist des Kapitalismus ist ein Werk von Max Weber. Es erschien im November 1904 und Juni 1905 in Form zweier Abhandlungen im Archiv für Sozialwissenschaften und Sozialpolitik, Bd. XX und XXI (I.: Das Problem; II.: Die Berufsethik des asketischen Protestantismus). Eine von Weber gegen Ende seines Lebens erstellte, überarbeitete und ergänzte Fassung wurde 1920 unter dem Titel Die protestantische Ethik und der Geist des Kapitalismus veröffentlicht. Es zählt neben Wirtschaft und Gesellschaft zu Webers wichtigsten Beiträgen zur Soziologie und ist ein grundlegendes Werk der Religionssoziologie.

## Entstehung
Bevor Weber mit der Protestantischen Ethik begann, war „das wiederkehrende Motiv [seiner Arbeiten] die Frage nach den Ursachen, Erscheinungsformen und Auswirkungen des Kapitalismus, dessen revolutionierende Kraft Max Weber in allen bisher behandelten Arbeiten unter immer neuen Aspekten erforschte.“ Nachdem er sich bereits 1897 in einem Vortrag dem Thema angenähert hatte (vgl. Bd. 2 [siehe unten bei Ausgaben], S. 150), wurde Weber – laut Dirk Kaesler – zur Ausarbeitung durch zwei Umstände angeregt:
- Zum einen durch Werner Sombarts zweibändiges Werk Der moderne Kapitalismus (1902), das der Bedeutung des Calvinismus und des Quäkertums für die Entwicklung des Kapitalismus nachging und in dem bereits von einem „kapitalistischen Geist“ die Rede ist,[3]
- sowie durch eine seit Jahren unter deutschen Historikern und Ökonomen geführte Diskussion über die Zusammenhänge zwischen religiösen und ökonomischen Entwicklungen.[4]

Den unmittelbaren Anknüpfungspunkt bildete dann eine empirische Studie seines Schülers Martin Offenbacher.
Weber schrieb die Protestantische Ethik vor und nach seiner Reise in die USA von August bis November 1904. Jedoch wirkten sich die dort gesammelten Eindrücke kaum auf die Schrift (bzw. deren unmittelbar anschließend verfassten zweiten Teil) aus. Anders verhält es sich mit dem 1906 erschienenen Aufsatz „‚Kirchen‘ und ‚Sekten‘“, in dem Weber mehrfach auf Gespräche und Beobachtungen während jener Reise Bezug nahm. Zu den Eindrücken, die er hier „gewann, gehörten insbesondere die protestantischen Sekten, die Organisation der politischen „Maschinerie“, die Bürokratisierung in den USA, die Präsidentschaft und die amerikanische politische Struktur überhaupt.“

## Die Fragestellung
Die Ausgangsfrage lautet, weshalb die moderne Kultur gerade im Okzident entstanden sei und sich z. B. nicht (auch) in China oder Indien bzw. im Orient entwickelt habe bzw. warum sie in Westeuropa nicht schon früher aufgetreten sei. Weber führt dies auf einen „spezifisch gearteten Rationalismus der okzidentalen Kultur“ (Bd. 1, S. 20) zurück. Sein Ziel ist daher, die besondere Eigenart des okzidentalen Rationalismus und insbesondere seiner modernen Variante zu erkennen und ihre Entstehung zu erklären.
Zwischen der protestantischen Ethik und dem Beginn der Industrialisierung bzw. des Kapitalismus in Westeuropa besteht nach Weber ein enger Zusammenhang. Die Kompatibilität („Wahlverwandtschaften“) der Ethik oder religiösen Weltanschauung der Protestanten, insbesondere der Calvinisten, und des kapitalistischen Prinzips der Akkumulation von Kapital und Reinvestition von Gewinnen waren ein idealer Hintergrund für die Industrialisierung.
Besonders wichtig ist ihm die Frage nach der Bedingung der Entstehung einer Wirtschaftsgesinnung: des Ethos einer Wirtschaftsform, durch bestimmte religiöse Glaubensinhalte. Dieser Frage geht er am Beispiel der Zusammenhänge des modernen Wirtschaftsethos mit der rationalen Ethik des asketischen Protestantismus (Bd. 1, S. 21) nach. Er behauptet, dass der Charakter des Kapitalbesitzes und Unternehmertums vorwiegend protestantisch sei, und konstatiert, dass Protestanten eine eher technische, Katholiken eher eine humanistische Schulbildung hätten, sowie eine auffallend „geringere Beteiligung der Katholiken am modernen Erwerbsleben in Deutschland“ (Bd. 1, S. 32). Er will keine umfassende Kulturanalyse vorlegen, sondern die Entwicklung des „Menschentums“ darstellen, welches durch das Zusammentreffen bestimmter religiöser und ökonomischer Bedingungen geschaffen wurde.
Zur gleichen Zeit beschäftigen sich zwei weitere Wissenschaftler mit ähnlichen Themen. Ernst Troeltsch befasste sich mit der Geschichte des Protestantismus und fragte nach „Aufgabe und Erkenntnisziele[n] in der Darstellung des religiösen Elements des Protestantismus und seiner Stellung zu den kulturgeschichtlichen Umgebungszusammenhängen“ (Bd. 2, S. 192). Werner Sombart wollte schildern, wie der Geist seiner Zeit geworden ist, zumal dessen repräsentativer Träger, als den er die Bourgeoisie bestimmt – nicht nur im Geistigen, sondern auch in ihren sozialen Beziehungen. Weber, Troeltsch und Sombart beeinflussten einander inhaltlich und in der methodischen Vorgehensweise.

## Webers Aufgabenstellung im Besonderen
Die Aufgabe, die Max Weber sich stellte, beschreibt er wie folgt:
„… in meinem Fall durch die Aufdeckung einer – allerdings m. E. einer ganz besonders wichtigen – Ursachenreihe beizutragen, welche die Herausbildung einer (wiederum besonders wichtigen) konstitutiven Komponente des Geistes der modernen kapitalistischen Wirtschaft bedingte: einer Färbung desselben also, welche vom Altertum und Mittelalter in wichtigen Punkten spezifisch verschieden war, …“ (Bd. 2, S. 284 f.)
Da es sich bei dieser Aufgabenstellung um eine sehr komplexe historische Erscheinung handelt, sucht er „einen ideal-typischen Begriff, ein Gedankengebilde, … dem sich die faktischen Durchschnittsinhalte des Historischen in sehr verschiedenen Grade annähern.“ (Bd. 2, S. 304) Weber verfährt so,
„dass ich [Weber] zunächst 1. die von niemandem bisher bezweifelte Tatsache der auffällig starken Kongruenz von Protestantismus und modernen Kapitalismus …, durch Beispiele in Erinnerung rief, sodann 2. illustrativ einige Beispiele vorführte für solche ethische Lebensmaximen (Franklin),…, und die Frage stellte, wodurch sich diese ethischen Lebensmaximen von abweichenden, speziell von den Lebensmaximen des Mittelalters, unterscheiden, und dann 3. die Art, wie solche seelische Attitüden sich zu dem Wirtschaftssystem des modernen Kapitalismus kausal verhalten, wiederum durch Beispiele zu illustrieren suchte, wobei ich 4. auf den Berufs-Gedanken stieß, dabei an die längst … festgestellte, ganz spezifische Wahlverwandtschaft des Calvinismus … zum Kapitalismus erinnerte, und gleichzeitig 5. aufzuzeigen suchte, dass unser heutiger Begriff des Berufs irgendwie religiös fundiert sei.“ (Bd. 2, S. 304 f.)
Die Studie ist Weber zufolge nicht abgeschlossen (Bd. 2, Anmerkung 39, S. 186) und müsse wenigstens noch durch Folgendes ergänzt werden (vgl. Bd. 1, S. 189 und Bd. 2, S. 322):
- eine sehr viel differenziertere Analyse der Wirkung calvinistischer, täuferischer und pietistischer Ethik auf den Lebensstil
- eingehende Untersuchungen der Ansätze ähnlicher Entwicklungen im Mittelalter und im antiken Christentum
- eine Untersuchung, inwieweit ökonomische Bedingungen den asketischen Protestantismus förderten
- Ausführungen über die Bedeutung des asketischen Protestantismus auf die sozial-politische Ethik, d. h. also auf Gemeinschaften von der Familie bis zum Staat
- ferner eine Analyse über den Einfluss des asketischen Protestantismus auf die Entwicklung des philosophischen und wissenschaftlichen Empirismus.

## Die protestantische Ethik

### Die religiösen Vorstellungen von Luther und Calvin
Die protestantische Ethik entwickelt sich nach Weber aus zwei entscheidenden Ideen: Die eine ist Luthers Reformation, die andere ist – sich aus dieser unter dem Einfluss Calvins entfaltend – die innerweltliche Askese, ein konstitutiver Bestandteil des „modernen kapitalistischen Geistes“.
Die Einschätzung der Berufe wandelt sich bei Luther von der Anschauung, dass die Individuen in jedem Stande selig werden können, es also sinnlos ist, auf die Art des Berufes wert zu legen, zu der Anschauung, dass der Beruf eine von Gott gestellte Aufgabe ist. Um Gott wohlzugefallen, ist die Erfüllung der irdischen Pflichten, also die Arbeit mit Fleiß auszuführen, zu der er den Menschen berufen hat, unter allen Umständen der einzige Weg, und nicht eine Überbietung der innerweltlichen Sittlichkeit durch mönchische Askese.
Diese Wandlung führt Weber u. a. darauf zurück, dass das gestiegene Handelsvolumen zu Luthers Zeit die Bedeutung der Berufsarbeit fördert. Gleichzeitig entwickelt sich – u. a. hervorgerufen durch die Arbeit an der Bibelübersetzung – bei Luther der Gedanke, dass das Leben des Einzelnen vorherbestimmt ist und das Individuum sich dem Willen Gottes zu fügen hat. Konkret heißt dies,
„… der Einzelne soll grundsätzlich in dem Beruf und Stand bleiben, in den ihn Gott einmal gestellt hat, und sein irdisches Streben in den Schranken dieser seiner gegebenen Lebensstellung halten.“ (Bd. 1, S. 71)
Dabei ist jeder erlaubte Beruf vor Gott gleich viel wert – die geistlichen genauso viel wie die weltlichen Berufe.
Diese Vorstellung ist immer noch sehr traditionalistisch gebunden, und dies führt Weber u. a. auf den Vorsehungsgedanken Luthers zurück. Auch die ökonomischen Vorstellungen waren bei Luther noch traditionalistisch. Luther tritt energisch gegen das Zinsnehmen ein, wie er überhaupt gegen kapitalistischen Erwerb war.
Die Entwicklung des orthodoxen Luthertums zeigte nach Weber nur etwas Negatives:
„Wegfall der Überbietung der innerweltlichen durch asketische Pflichten [Weber meint wohl inner-weltliche Sittlichkeit durch mönchische Askese], verbunden aber mit der Predigt des Gehorsams gegen die Obrigkeit und der Schickung in die gegebene Lebenslage, war hier zunächst der einzige ethische Ertrag.“ (Bd. 1, S. 72)
Luthers Intentionen – der bloße Gedanke der Berufsarbeit – sind nur von problematischer Tragweite. Weber sucht nach „Ausprägungen des Protestantismus“, „bei denen ein Zusammenhang der Lebenspraxis mit dem religiösen Ausgangspunkt leichter als beim Luthertum zu ermitteln ist.“ (Bd. 1, S. 73) In den verschiedenen Glaubensrichtungen, die sich nach Luther gebildet haben, sieht Weber die entscheidenden geschichtlichen Träger. Neben dem Calvinismus sind dies der Pietismus, der Methodismus, sowie die aus den verschiedenen täuferischen Bewegungen hervorgegangenen Sekten, namentlich die Quäker.
Weber konstatiert, dass es den Reformatoren nicht um ethische Reformprogramme (vgl. Bd. 1, S. 75) gegangen sei; stattdessen bildete die Frage nach dem Seelenheil den Angelpunkt ihrer religiösen und theologischen Gedanken. Insofern geht es auch völlig an Webers Zielsetzung vorbei, wenn der Kapitalismus als Ergebnis der Reformation verstanden wird. Vielmehr soll festgestellt werden „ob und in welchen Punkten bestimmte Wahlverwandtschaften zwischen gewissen Formen des religiösen Glaubens und der Berufsethik erkennbar sind.“ (Bd. 1, S. 77) Die „Wahlverwandtschaften“ sieht Weber beim Calvinismus – auf die anderen Glaubensrichtungen geht er hier nicht ein – in der methodischen Lebensführung und der Berufsauffassung. Dieses begründet sich wesentlich in der Prädestination – der Lehre von der Gnadenwahl.
Diese Lehre besagt, dass Gott durch seinen Beschluss einige Menschen zu ewigem Leben und andere zu ewigem Tod bestimmt. Die Gnade ist bei Luther verlierbar, kann aber durch Buße wieder gewonnen werden, dagegen ist sie beim Calvinismus vorherbestimmt.
Wie erfährt nun der Gläubige, ob er erwählt ist oder nicht? Diese Ungewissheit führt zu einer ständigen Angst der Gläubigen. Aber wie ertragen die Gläubigen diese ständige Angst?
In der seelsorgerischen Praxis kristallisierten sich „zwei miteinander verknüpfte Typen seelsorgerischer Ratschläge hervor“ (Bd. 1, S. 128), die u. a. für den Pfarrer bestimmt sind. Zum einen wird es dem Gläubigen zur Pflicht gemacht, sich für erwählt zu halten. Anderenfalls erliegt der Gläubige dem Teufel, der Zweifel sät. Hier sieht Weber die Erziehung zum selbstgewissen „Heiligen“, die er noch in seiner eigenen Zeit zu erkennen vermag. Hier bemerkt Weber auch den Unterschied zu Luther. Ein Lutheraner wäre ein reumütiger Sünder. Zum anderen raten die Seelsorger dem Gläubigen zur Berufsarbeit, als hervorragendes Mittel, um Selbstgewissheit zu erlangen, eigentlich aber um Angst abzubauen.
Auf die Selbstgewissheit muss hier noch etwas näher eingegangen werden. Denn, um Selbstgewissheit zu erlangen, kann einem niemand helfen – kein Prediger, kein Sakrament, keine Kirche, kein Gott. Der Gläubige ist auf sich selbst angewiesen. Er darf sich niemandem anvertrauen, da er dann schon wieder zweifeln würde, und damit dem Teufel verfallen wäre. Es wird vor Menschenhilfe und -freundschaft gewarnt. Selbst zum nächsten Freund wird tiefes Misstrauen verlangt. Auch die Beichte verschwand stillschweigend – das Mittel zum periodischen Abreagieren des heftig erregten Schuldbewusstseins. Dies liest Weber in Erbauungsschriften der damaligen Zeit. Er folgert daraus, dass die Individuen in tiefer innerer Isolierung allein mit sich selbst beschäftigt sind.
Die Wirkung dieser Isolierung bzw. dieser Angst führt bei den einen zu jeder nur erdenklichen Selbsterniedrigung, bei anderen zu rastlosem und systematischem Kampf mit dem Leben.
Um Gnadengewissheit zu erlangen, sind gute Werke ungeeignet, aber sie sind unentbehrlich als Zeichen der Erwählung. Anders gesagt: Der Gläubige kann die Seligkeit nicht kaufen, aber er kann die Angst um die Seligkeit loswerden. Weber sagt dazu, „dass Gott dem hilft, der sich selbst hilft“ (Bd. 1, S. 131). Der Gläubige setzt sich damit unentwegt selbst unter Kontrolle, und das ist somit eine konsequente Methode, um die gesamte Lebensführung zu gestalten.
Die Prädestinationslehre der Calvinisten führte zu einer Verweltlichung des Gottesdienstes, welcher nicht auf die Kirche beschränkt blieb, sondern gekoppelt mit dem „Bewährungs“-Gedanken im täglichen Leben seinen Ausdruck fand (Bd. 1, S. 111, Anmerkung 4). Mit Bezug darauf wird oft auch von der innerweltlichen Askese gesprochen, welche Sparsam- und Enthaltsamkeit verlangt. Im Gegensatz zu anderen Religionen kann die Gnade Gottes nicht durch transzendente Handlungen (Beten, Beichte) erlangt werden, sondern ist vorherbestimmt. Die Prädestination lässt sich zwar nicht positiv beeinflussen, drückt sich jedoch im Diesseits durch Erfolg aus.

## Der Geist des Kapitalismus
Weber sucht nach konstitutiven Bestandteilen, die den „Geist des modernen Kapitalismus“ zu dem gemacht haben, was er heute ist. Hierzu muss er zunächst einmal klären, was er darunter versteht.
Für ihn ist dieser Geist zunächst ein historischer Begriff, der aus seinen einzelnen, der geschichtlichen Wirklichkeit entnommenen Bestandteilen komponiert wird (Bd. 1, S. 39, vgl. Idealtypus). Diesen Begriff betrachtet Weber nur unter den Gesichtspunkten, die für die Bearbeitung dieses Gegenstandes wesentlich sind. So kann es sich auch nur um „eine provisorische Veranschaulichung“ dessen, was hier mit dem „Geist des modernen Kapitalismus“ gemeint ist, handeln (Bd. 1, S. 40). Kapitalismus ist nach Weber das Streben nach Gewinn, nach Rentabilität – im kontinuierlich, rational arbeitenden Betrieb. Aber auch: die Bedingung schrankenloser Erwerbsgier. So versteht Weber den kapitalistischen Wirtschaftsakt als Ausnutzung von Tausch-Chancen in formell friedlicher Weise (Bd. I, S. 12/13). Drei historische Entwicklungen markieren für ihn Meilensteine im Heranwachsen des Kapitalismus:
1. die rationale Betriebsorganisation
2. die Trennung von Haushalt und Betrieb und
3. die rationale Buchführung (Bd. 1, S. 17)

Um nun dem „Geist des modernen Kapitalismus“ näher zu kommen, vergleicht Weber Aussagen Jakob Fuggers und Benjamin Franklins zu ihrem jeweiligen Verständnis von Geschäftsklugheit.
Als Ursache für die Geschäftigkeit des Bankiers und Reichsgrafen Jakob Fugger, der das größte Bankhaus des Frühkapitalismus leitete, sieht Weber ausschließlich kaufmännischen Wagemut und eine persönliche, sittlich indifferente Neigung. Als Beleg führt er einen Ausspruch Fuggers gegenüber einem Geschäftsfreund an, der ihn aufgefordert hatte, sich zur Ruhe zu setzen, da er doch nun genug verdient habe: „er [Fugger] hätte viel einen anderen Sinn, wollte gewinnen, dieweil er könnte, …“ (Bd. 1, S. 43)
Der amerikanische Naturforscher und Politiker Franklin äußerte hingegen zu diesem Thema:
- Bedenke, dass die Zeit Geld ist…
- Bedenke dass Kredit Geld ist…
- Bedenke, dass Geld von einer zeugungskräftigen und fruchtbaren Natur ist…
- Bedenke, dass … ein guter Zahler der Herr von jedermanns Beutel ist…
- Neben Fleiß und Mäßigkeit trägt nichts so sehr dazu bei, einen jungen Mann in der Welt vorwärts zu bringen, als Pünktlichkeit und Gerechtigkeit bei allen seinen Geschäften…
- Der Schlag deines Hammers, den dein Gläubiger um 5 Uhr morgens oder um 8 Uhr abends vernimmt, stellt ihn auf sechs Monate zufrieden; sieht er dich aber am Billardtisch oder hört er deine Stimme im Wirtshause, wenn du bei der Arbeit sein solltest, so lässt er dich am nächsten Morgen um die Zahlung mahnen, und fordert sein Geld, bevor du es zur Verfügung hast…
- …halte eine genaue Rechnung über deine Ausgaben und dein Einkommen…
- Wer 5 Schillinge „verliert“, verliert nicht nur die Summe, sondern alles, was damit bei Verwendung im Gewerbe hätte verdient werden können, – was, wenn ein junger Mann ein höheres Alter erreicht, zu einer ganz bedeutenden Summe aufläuft. (Bd. 1, S. 40–42)

Nach Weber ist Franklin vom „Geist des modernen Kapitalismus“ durchdrungen – auch wenn nicht alles, was diesen Geist ausmacht, in den aufgeführten Zitaten enthalten ist. In dieser „Philosophie des Geizes“ entdeckt Weber nicht nur „Geschäftsklugheit“, sondern eine „eigentümliche Ethik“: jener eigentümliche, uns heute so geläufige und in Wahrheit doch so wenig selbstverständliche Gedanke der Berufspflicht: einer Verpflichtung, die der Einzelne empfinden soll und empfindet gegenüber dem Inhalt seiner „beruflichen“ Tätigkeit, gleichviel worin sie besteht, […] (Bd. 1, S. 42)
Diese „eigentümliche Ethik“ Franklins ist es, die laut Weber den „Geist des (Früh-)Kapitalismus“ vom „Geist des modernen Kapitalismus“ unterscheidet. Als das Zentrale dieser Ethik sieht er den „Erwerb von Geld und immer mehr Geld, unter strengster Vermeidung alles unbefangenen Genießens, so gänzlich aller eudämonistischen [glückseligen] oder gar hedonistischen [lustorientierten] Gesichtspunkten entkleidet, so rein als Selbstzweck gedacht, dass es als etwas gegenüber dem ‚Glück‘ oder dem ‚Nutzen‘ des einzelnen Individuums jedenfalls gänzlich Transzendentes und schlechthin Irrationales erscheint“ (Bd. 1, S. 44).
Diese Umkehrung des „natürlichen“ Sachverhalts enthält nach Weber „…zugleich eine Empfindungsreihe, welche sich mit gewissen religiösen Vorstellungen eng berührt“. (Bd. 1, S. 44) Als Zeugen für diese These führt er erneut Franklin an, der als Grund seiner Philosophie auf einen häufig gehörten Ausspruch seines streng calvinistischen Vaters verweist: „Siehst du einen Mann rüstig in seinem Beruf, so soll er vor Königen stehen.“
Die Hochschätzung des Berufes ist ein weiteres ganz zentrales Element, doch nicht im calvinistischen, sondern im lutherischen Sinn. Weber spricht von der Berufspflicht als „…in gewissem Sinne … von konstitutiver Bedeutung“ (für die „Sozialethik“ der kapitalistischen Struktur) (Bd. 1, S. 45) und beschreibt sie als „eine Verpflichtung, die der Einzelne empfinden soll und empfindet gegenüber dem Inhalt seiner beruflichen Tätigkeit, gleichviel worin sie besteht, gleichviel insbesondere, ob sie dem unbefangenen Empfinden als reine Verwertung seiner Arbeitskraft oder gar nur seines Sachgüterbesitzes (‚als Kapital‘) erscheinen muß“ (Bd. 1, S. 45).
Hier stellt sich „Beruf“ als absoluter Selbstzweck dar und steht im Gegensatz zur vorkapitalistischen, traditionalen Vorstellung, in welcher der Bedarf als Zweck und die Arbeit als Mittel erscheint, diesen Zweck zu erreichen – und zwar mit einem Minimum an Leistung. Diese traditionale Vorstellung verdeutlicht Weber u. a. am Beispiel von Landarbeitern. Diese arbeiten bei Erhöhung des Akkordlohnes (in Mark je Morgen) entsprechend der Erhöhung weniger, da sie ja nun mit geringerem Aufwand die Mittel für ihren Bedarf erwirtschaften. (Bd. 1, S. 50)
Bemerkenswert an der obigen Aussage zur Berufspflicht ist auch, dass Weber die Verwertung von Arbeit und die Verwertung von Sachkapital als Beruf betrachtet. Doch ist ihm der calvinistische Zug zum Erwerb der stärkere Motor beim Start des Kapitalismus. Stärker deshalb, weil nur so die notwendigen Kapitalien angesammelt werden konnten, die den Kapitalismus investiv forcierten. Dieses Sammeln von Kapitalien war wiederum notwendig, weil der gewerbliche Mittelstand, nach Weber der wesentliche Träger des „modernen kapitalistischen Geistes“, in der Regel nicht über große Finanzmittel verfügte.
Diesem aufstrebenden Mittelstand stellt Weber das traditionalistisch geführte Unternehmen gegenüber, dessen Arbeitsweise er am Beispiel eines Verlegers der Textilindustrie verdeutlicht. Dessen Tätigkeit sei gekennzeichnet durch:
- 5 bis 6 Std. tägliche Arbeitszeit
- wenig „Kundenpflege“
- Konkurrenzlosigkeit durch Absprachen
- Genuss des bescheidenen, aber sicheren Gewinns.

Er betont darüber hinaus: „Die absolute und bewusste Rücksichtslosigkeit des Gewinnstrebens stand oft ganz hart gerade neben strengster [ethischer] Traditionsgebundenheit“ (Bd. 1, S. 48). Somit hält er fest: Die kapitalistische Form einer Wirtschaft und der Geist, in dem sie geführt wird, stehen zwar generell im Verhältnis „adäquater“ Beziehung, nicht aber in dem einer gesetzmäßigen Abhängigkeit voneinander, „weil jene Gesinnung in der modernen kapitalistischen Unternehmung ihre adäquateste Form, die kapitalistische Unternehmung andererseits in ihr die adäquateste geistige Triebkraft gefunden hat.“ Und ferner: „Die Frage nach den Triebkräften der Expansion des modernen Kapitalismus ist nicht in erster Linie eine Frage nach der Herkunft der kapitalistisch verwertbaren Geldvorräte, sondern vor allem nach der Entwicklung des kapitalistischen Geistes“ (Bd. 1, S. 54 und 58).

## Okzidentaler Rationalismus und protestantische Ethik
Für Weber stellt sich die Frage, welche Bedingungen gegeben sein müssten, um zu den von ihm behandelten konstitutiven Bestandteilen des „modernen kapitalistischen Geistes“ zu kommen.
Zunächst fällt Weber auf, dass die kapitalistisch fortgeschrittensten Regionen am häufigsten im Okzident anzutreffen sind. Dies führt er auf eine eher systematisch rationale Grundhaltung des Okzident zurück, die er an einigen Beispielen zu erläutern versucht.
Er verweist auf die im Gegensatz zu anderen Regionen wie Indien, China, Babylonien und Ägypten mathematische Durchdringung der Naturwissenschaften – schon bei den Hellenen (Griechen). Diese gelten auch als „Erfinder“ der Idee des „rationalen Beweises“ (Bd. 1, S. 9).
Im Bereich der Geschichtsschreibung nennt Weber China, das hier ohne das thukydideische Pragma auskommt (Bd. 1, S. 10).
Als weiteres benennt Weber die systematische Staatslehre nach Aristoteles und die juristischen Schemata und Denkformen des Okzidents, die auf römischem Recht basieren – und bis in die heutige Zeit Einfluss auf das okzidentale Geschehen haben.
An dieser Stelle führt Weber auch das kanonische Recht (Kirchenrecht) an, das nach ihm in dieser systematischen Form nur im Okzident existiert (Bd. 1, S. 10).
Als Nächstes bezieht Weber die oben genannten Punkte auf die Form des Kapitalismus, die im Okzident seiner Meinung nach existiert. Er möchte herausfinden, wie es im Okzident zur Entstehung des bürgerlichen Betriebskapitalismus mit seiner rationalen Organisation der freien Arbeit kommt (Bd. 1, S. 18).
Die Entwicklung technischer Möglichkeiten, basierend auf mathematisch und experimentell exakten, rational fundierten Naturwissenschaften nennt Weber als erstes. Die kapitalistische Verwertbarkeit der Technik als ein Ausfluss der okzidentalen Sozialordnung, deren wichtigste Bestandteile wiederum die rationale Struktur des Rechts und der Verwaltung – also berechenbar – sind, führt Weber als Nächstes an (Bd. 1, S. 19).
An dieser Stelle macht er auf die Probleme aufmerksam, welche die Begriffe „rational“ und „irrational“ aufwerfen. Je nachdem unter welchen Blickpunkten Handlungen betrachtet werden, können sie „rational“ bzw. „irrational“ sein (Bd. 1, S. 20).
Für Weber kommt es zunächst darauf an, die besondere Eigenart des modernen okzidentalen Rationalismus zu erkennen und ihre Entstehung zu erklären. Hierfür ist neben den ökonomischen Bedingungen das Augenmerk auf „die Fähigkeit und Disposition der Menschen zu bestimmten Arten praktisch-rationaler Lebensführung“ (Bd. 1, S. 20/21) zu richten. Diese Lebensführung wird im Wesentlichen durch magische oder/und religiöse Mächte geformt, die bestimmte ethische Pflichtvorstellungen entwickeln (Bd. 1, S. 21).
So stellt sich für Weber die Frage nach dem Zusammenhang zwischen modernem Wirtschaftsethos (= „Geist des modernen Kapitalismus“) und religiöser Ethik. Ausgehend von der Behauptung, dass Kapitalbesitz und höhere technische Arbeiter und Angestellte mehrheitlich protestantisch sind, konzentriert er sich auf die „rationale Ethik des asketischen Protestantismus“. Hier beschreibt er dann die bemerkenswerten Parallelen insbesondere des Berufsbegriffs und der Pflicht zur Genügsamkeit des asketischen Protestantismus, wie er u. a. bei Calvin zu finden ist, mit den konstitutiven Bestandteilen des „modernen kapitalistischen Geistes“ Beruf und Erwerb als Selbstzweck.
Ein Beispiel soll die Bedeutung des Religiösen für die kapitalistische Entwicklung zeigen. Hier werden junge, unverheiratete Frauen, die besonders schwer zu rationalem Arbeiten zu erziehen sind, anderen gegenübergestellt, die pietistisch erzogen worden sind. Deren „zentrale Haltung: sich der Arbeit gegenüber verpflichtet zu fühlen, finden sich hier besonders oft vereint mit strenger Wirtschaftlichkeit, die mit dem Verdienst und seiner Höhe überhaupt rechnet, und mit einer nüchternen Selbstbeherrschung und Mäßigkeit, welche die Leistungsfähigkeit ungemein steigert“ (Bd. 1, S. 53).
Weber versucht zu belegen, dass aus dem „Geist des Kapitalismus“ durch Einfluss – im Wesentlichen – der protestantischen Ethik der „Geist des modernen Kapitalismus“ entstanden ist.
In diesem Zusammenhang ist die Frage: Was war zuerst da: der „Geist des modernen Kapitalismus“ oder der „moderne Kapitalismus“ von entscheidender Bedeutung. Ließe sich belegen, dass der Geist vor dem modernen Kapitalismus eine bedeutende Verbreitung erfahren hat, wäre dies zumindest ein wichtiges Indiz für den Einfluss des „Geistes“ auf die „Expansion“ des modernen Kapitalismus.
Weber behauptet: „[D]as jedenfalls ohne Zweifel im Geburtsland Benjamin Franklins (Massachusetts) der „kapitalistische Geist“ (in unserem hier angenommenen Sinn) vor der ‚kapitalistischen Entwicklung‘ da war […]“
Es liegt also, vom materialistischen Standpunkt aus betrachtet, eine Umkehr des Kausalverhältnisses zumindest in diesem Fall vor (Bd. 1, S. 46).
Weiterhin verweist Weber aber auch auf die starke Bedeutung des Religiösen für das alltägliche Leben im Spätmittelalter und zu Beginn der Neuzeit (Bd. 1, S. 166). Um den Zusammenhang von asketischem Protestantismus und „Geist“ zu beleuchten, konzentriert er sich auf einen, seiner Meinung nach bedeutenden Prediger des 16. Jahrhunderts, den englischen Puritaner Richard Baxter und dessen „Kompendium der puritanischen Moraltheologie“, „Christian Directory“. Wichtige Elemente dieser Moraltheologie sind:
- die sittliche Gefahr der Versuchung durch Reichtum
- das Verwerfliche des Ausruhens auf dem vorhandenen Besitz
- das Tätigsein als Wille Gottes zur Mehrung seines Ruhmes
- Arbeit als alterprobtes asketisches Mittel (Bd. 1, S. 166 ff.);

Aber: „Nicht Arbeit an sich, sondern rationale Berufsarbeit ist eben das von Gott verlangte“ (Bd. 1, S. 171).
So trug, nach Weber, der Puritanismus „das Ethos des rationalen bürgerlichen Betriebs und der rationalen Organisation der Arbeit“ (Bd. 1, S. 174).
Dieser Protestantismus verpflichtet den Einzelnen, zum Ruhme Gottes, Besitztum zu erhalten und durch rastlose Arbeit zu vermehren – beides wesentliche Bestandteile des „modernen kapitalistischen Geistes“. In diesem Zusammenhang weist Weber darauf hin, dass „die Genesis dieses Lebensstils“ in einzelnen Wurzeln, wie auch bei anderen Bestandteilen, bis ins Mittelalter zurück reicht (Bd. 1, S. 179).
Für Weber ist aber nicht die bloße Begünstigung der Kapitalbildung die wichtigste Folge puritanischer Lebensauffassung, sondern eine durch sie bedingte „Tendenz zu bürgerlicher, ökonomisch rationaler Lebensführung“. Genau diese Lebensführung führt nach ihm zum „modernen Wirtschaftsmenschen“ als Träger der kapitalistischen Expansion (Bd. 1, S. 182).
Zur Zeit Webers hat sich die Ethik von ihren religiösen Fesseln befreit – der „kapitalistische Geist“ bedarf dieser Stütze nicht mehr. Diese Entwicklung hatte der Mitbegründer der Methodisten, John Wesley, schon vorausgesehen. Nachdem er feststellte, dass durch Religion Arbeitsamkeit und Sparsamkeit und somit auch Reichtum ganz automatisch gefördert wurde, kommt er zu dem Schluss, dass auf diese Weise zwar die Form der Religion bleibt, aber der Geist allmählich schwindet (Bd. 1, S. 183).

## Kritik und Bestätigung
Unmittelbar nach der Veröffentlichung entbrannte eine heftige Debatte über die Protestantische Ethik, die etwa fünf Jahre dauerte. Bis zu Webers Tod 1920 war die zeitgenössische Wirkung Webers gering und beschränkte sich auf den Kreis im Hause der Webers. Erst nach dem Ende des Zweiten Weltkrieges wurde Weber stärker wahrgenommen, vor allem durch Talcott Parsons, der Webers Werke ins Englische übersetzte. „Erst der Heidelberger Soziologentag 1964 machte auch den deutschen Soziologen den Stand der internationalen Weber-Rezeption deutlich.“
Eine marxistische Kritik an Webers These der besonderen Rolle der protestantischen Ethik an den Ursprüngen und bei der Entwicklung des Kapitalismus übte Henryk Grossmann in seinem Mitte der 30er Jahre im Zuge seiner Kritik an Franz Borkenau verfassten und erst 2006 auf Englisch erstmals veröffentlichten Aufsatz „The Beginnings of Capitalism and the New Mass Morality“. Der Calvinismus habe nicht, wie Weber annimmt, als Moral gedient, die die Massen zur Akzeptanz der Lohnarbeit führen sollte, oder habe die Interessen der Bourgeoisie ausgedrückt. Vielmehr sei er als eine Doktrin der Handwerkerschicht entstanden, welche den Kapitalismus aber nicht hervorgebracht habe. Zudem sei der Kapitalismus bereits zwei Jahrhunderte vor dem Calvinismus in Italien ohne die Mithilfe irgendeines religiösen Irrationalismus aufgetreten. Der entscheidende, durch Borkenau und Weber aber vernachlässigte Aspekt bei der Erziehung zur Arbeitsdisziplin sei eher Zwang als Religion gewesen. Anhand der in Marx’ Das Kapital vorgestellten Materialien zur Entwicklung des Kapitalismus in England, ergänzt um Beispiele aus dem Frankreich des 17. Jahrhunderts, schließt Grossmann, dass Religion ganz allgemein als ein Instrument zur Zähmung der Massen diene. Bestimmte Linien des Katholizismus wie der Molinistische Gehalt des Jesuitismus und der Jansenismus seien besser für eine kapitalistische Massenmoral geeignet als der Protestantismus.
Die nach dem US-amerikanischen Soziologen Robert King Merton benannte Merton-These (1938) besagt, dass die naturwissenschaftliche Revolution des 17. und 18. Jahrhunderts hauptsächlich von englischen Puritanern und deutschen Pietisten getragen worden sei. Merton führte dies insbesondere auf die asketische Verhaltensweise von Protestanten zurück, die Weber beschrieben hatte.
Der US-amerikanische Soziologe Gerhard Lenski fand 1958 in einer breit angelegten empirischen Untersuchung im Großraum Detroit (Bundesstaat Michigan) eine Reihe wichtiger Thesen Webers bestätigt. Protestanten würden eher als Katholiken im Wirtschaftssystem aufsteigen, vor allem in der oberen Mittelschicht. Katholiken hätten im Allgemeinen mehr Kinder als Protestanten. Sie hätten eher eine „traditionalistische“ Orientierung (dem Überkommenen verpflichtet), während Protestanten mehr der „rationalistischen“ Denkweise zuneigten (das Unerforschte suchend). Die beträchtlichen „Beiträge des Protestantismus zum materiellen Fortschritt“ seien größtenteils „unbeabsichtigte Nebenwirkungen“ („unintended by-products“) bestimmter protestantischer Verhaltensweisen gewesen. Schon mehr als hundert Jahre vor Weber habe John Wesley, ein Mitbegründer der Methodistischen Kirche, beobachtet, dass Methodisten durch „Fleiß und Genügsamkeit“ („diligence and frugality“) wohlhabend geworden seien, so wohlhabend, dass sich Wesley um ihren Glaubensgehorsam Sorgen machte. Weber – und Lenski – zufolge teilten Methodisten diese Verhaltensweisen mit den Mitgliedern anderer reformatorischen Kirchen, insbesondere Puritanern und Pietisten, weniger stark mit Anglikanern und Lutheranern. Jedoch stellte Lenski fest, dass bei modernen Protestanten kaum noch eine asketische Einstellung anzutreffen sei. Auch die Lehre vom „Beruf“ („calling“), wie Weber sie beschrieb, sei in den Hintergrund getreten. Stattdessen spiele bei heutigen Protestanten die „intellektuelle Autonomie“ („intellectual autonomy“) eine immer stärker werdende Rolle. Diese sei durch die Reformation vor allem bei Täufern, Puritanern, Pietisten, Methodisten und Presbyterianern gestärkt worden. Sie sei eine günstige Voraussetzung für das Ergreifen naturwissenschaftlicher oder technischer Berufe. Dagegen sei bei Katholiken eher eine intellektuelle Haltung festzustellen, die „Gehorsam“ („obedience“) und Treue gegenüber der kirchlichen Lehre betone. Dies sei ein Nachteil für einen naturwissenschaftlichen oder technischen Beruf. Katholische Soziologen seien zu denselben Forschungsergebnissen gelangt. Dies ist unter anderem eine Bestätigung von Webers These, dass Protestanten eher eine technische, Katholiken eher eine humanistische Schulbildung bevorzugten (siehe oben).
Richard Sennett fasst in seinem Werk Der flexible Mensch die Protestantische Ethik zusammen und kritisiert sie. Er schreibt: „Als Studie zur Wirtschaftsgeschichte steckt Die protestantische Ethik und der Geist des Kapitalismus voller Irrtümer. Als ökonomische Analyse umgeht sie seltsamerweise jede Betrachtung des Konsums als treibende Kraft des Kapitalismus. Als Analyse eines charakterlichen Typus sind jedoch sowohl Absicht wie Ausführung schlüssig. Das Arbeitsethos des getriebenen Menschen erscheint Max Weber nicht als Quelle menschlichen Glücks, auch nicht als Grundlage psychischer Stärke. Der getriebene Mensch ist zu sehr unter der Last des Gewichts gebeugt, das er der Arbeit zuzumessen gelernt hat. Disziplin ist ein Akt der Selbstverleugnung, sagt Michel Foucault, und genauso erscheint sie in Webers Darstellung des Arbeitsethos.“
Webers Hypothese, dass der Protestantismus die wirtschaftliche Entwicklung fördere, wurde von Davide Cantoni anhand von Daten zu 272 Städten des Heiligen Römischen Reiches im Zeitraum 1300–1900 empirisch getestet. Cantonis Ergebnisse von 2009 widersprechen Webers Theorie; der Protestantismus hatte keinen Einfluss auf Wachstum.
Der Theologe Friedrich Wilhelm Graf: „Religionssoziologen wie Peter L. Berger und David Martin haben die protestantische Glaubensrevolution in Lateinamerika als eine implizite Bestätigung von Grundelementen der ‚Weber-These‘, wissenschaftsgeschichtlich präziser wohl: der ‚Weber-Troeltsch-These‘, interpretiert. Jedenfalls deuten hier viele Fromme ihren Übergang aus der römisch-katholischen Kirche in eine protestantische Pfingstgemeinde selbst in Konzepten einer moralischen Ökonomie, die langfristige Gewinne durch starke innerweltliche Askese verspricht. Die strenge asketische Selbstdisziplin, die in den pfingstlerischen Gemeinden erfolgreich institutionalisiert ist, die Bereitschaft, mehr und härter zu arbeiten und weniger in den Tag hineinzuleben, führt auch dazu, daß viele der Pfingstchristen ihren neuen Gottesglauben durch wirtschaftliche Erfolge bestätigt sehen. Ihr sozialer Aufstieg, von anderen häufig als ein Zeichen wunderbarer Errettung durch Gott gedeutet, wird so zum Vehikel erfolgreicher Mission.“

## Weiterentwicklungen
Chiapello und Boltanski versuchen in ihrem Buch Der neue Geist des Kapitalismus den aktuellen „Geist“ zu ergründen und bezeichnen als „Geist des Kapitalismus eine Ideologie […], die das Engagement für den Kapitalismus rechtfertigt.“
Die Autoren unterscheiden drei historische Etappen des kapitalistischen Geistes. Die heroischen Aspekte des Bourgeois des ausgehenden 19. Jahrhunderts „verdichten sich dabei in der Figur des Unternehmers, des Hochstaplers, des Eroberers.“ Die zweite Phase erreichte nach ihnen in den Jahren zwischen 1930 und 1960 ihren Höhepunkt. „Zentral ist hier das große, zentralisierte, durchbürokratisierte und gigantomanische Industrieunternehmen.“ Der aktuelle „‚dritte Geist‘ [weise] Strukturmerkmale mit einem ‚globalisierten‘ und neue Technologien einsetzenden Kapitalismus auf“.

## Ausgaben
- Max Weber: Die protestantische Ethik und der „Geist“ des Kapitalismus. In: Archiv für Sozialwissenschaft und Sozialpolitik. 20, 1904, S. 1–54. Online verfügbar bei archive.org
- Max Weber: Die protestantische Ethik und der „Geist“ des Kapitalismus. In: Archiv für Sozialwissenschaft und Sozialpolitik. 21, 1905, S. 1–110 Online verfügbar bei archive.org
- Max Weber: Gesammelte Aufsätze zur Religionssoziologie I (S. 1–206), Max Weber 1920, 8. Auflage, Mohr, Tübingen 1988, ISBN 3-16-845366-8.
- Max Weber: Die protestantische Ethik und der Geist des Kapitalismus, Mohr, Tübingen 1934.
- Max Weber: Die Protestantische Ethik I. Eine Aufsatzsammlung, herausgegeben von Johannes Winckelmann, Siebenstern, Hamburg 1965, ab 5. Auflage, GTB/Siebenstern, Gütersloh 1979, ISBN 3-579-01433-1 [im Text als „Bd.1“]
- Max Weber: Die Protestantische Ethik II. Kritiken und Antikritiken, herausgegeben von Johannes Winckelmann, Siebenstern Hamburg 1968, ab 3. Auflage. GTB/Siebenstern, Gütersloh 1978, ISBN 3-579-03827-3 [im Text als „Bd.2“]
- Max Weber: Die protestantische Ethik und der Geist des Kapitalismus, Vollständige Ausgabe. Herausgegeben und eingeleitet von Dirk Kaesler, 3., durchgesehene Auflage. Beck, München 2010, ISBN 3-406-51133-3.